# Interès Flamenc
L'Interès Flamenc (en neerlandès: Vlaams Belang, VB) és un partit polític de Bèlgica, hereu del Vlaams Blok prohibit el 2004 pel seu programa obertament racista. El Vlaams Belang s'autodefineix com a republicà, independentista, de dretes i defensor dels interessos dels flamencs. Té el seu bastió principal a Anvers.

## Ideologia
El seu eslògan és Eigen volk eerst (Primer, el mateix poble). La seva política es considera sovint populista i d'exclusió. Es mostra partidari de l'expulsió dels immigrants il·legals, dels immigrants que cometin delictes i dels que no aprenguin el neerlandès; és contrari també al fonamentalisme islàmic i l'avortament. Oficialment no són homòfobs, a condició que els gais quedin discrets, no es manifestin públicament, no organitzin dies d'orgull gai i lesbià i no es casin o adoptin.
Les seves figures principals són Filip Dewinter, Barbara Pas, Marie-Rose Morel, Gerolf Annemans, Frank Vanhecke i Bruno Valkeniers que n'és el seu actual president. Les seves joventuts són els Vlaams Belang Jongeren del qual el primer president va ser Hans Verreyt.

## Història
A les eleccions municipals del 8 d'octubre del 2006 va obtenir a Anvers, en una coalició amb el grup VLOTT en el seu auge uns 33,51% dels vots i 20 escons d'un total de 55, però en les eleccions municipals de 2012 va caure als 10,18%, un fracàs històric de 23%. A escala federal en les eleccions legislatives belgues de 2007 va obtenir 17 escons; en les eleccions federals del 2012 en quedaven 12.
El partit va patir una greu derrota a les eleccions europees, les eleccions federals i les autonòmiques el 25 de maig de 2014, i l'endemà Gerolf Annemans va anunciar la seva dimissió. El partit es va mantenir a l'oposició del govern de Charles Michel del Mouvement Réformateur en coalició amb N-VA, MR, CD&V i Open Vlaamse Liberalen en Democraten (Open Vld), i al congrés del partit d'octubre, Tom Van Grieken es va presentar sense oposició i va obtenir el 93% dels vots, convertint-se en el líder del partit més jove de la història de Bèlgica.
A les eleccions legislatives belgues de 2019 va experimentar un fort ressorgiment a Flandes, però es va mantenir a l'oposició del govern d'Alexander De Croo de l'Open Vld va assumir el càrrec de primer ministre amb el govern de coalició del seu partit, l'Open Vld amb el MR, els socialistes de Flandes i de Valònia, CD&V i els ecologistes flamencs i els valons, i el N-VA va mantenir-se a l'oposició.

## Resultats electorals

### Cambra de Representants
| Eleccions legislatives belgues | Eleccions legislatives belgues | Eleccions legislatives belgues | Eleccions legislatives belgues | Eleccions legislatives belgues | Eleccions legislatives belgues | Eleccions legislatives belgues | Eleccions legislatives belgues |
| Any                            | Candidat                       | Vots                           | %                              | +/–                            | Escons                         | +/–                            | Govern                         |
| ------------------------------ | ------------------------------ | ------------------------------ | ------------------------------ | ------------------------------ | ------------------------------ | ------------------------------ | ------------------------------ |
| 2007                           | Frank Vanhecke                 | 799,844                        | 12 / 100                       |                                | 17 / 150                       | 1                              | Oposició                       |
| 2010                           | Bruno Valkeniers               | 506,697                        | 7,8 / 100                      | 4.2                            | 12 / 150                       | 5                              | Oposició                       |
| 2014                           | Gerolf Annemans                | 247,746                        | 3,7 / 100                      | 4.1                            | 3 / 150                        | 9                              | Oposició                       |
| 2019                           | Tom Van Grieken                | 810.177                        | 11,95 / 100                    | ▲ 8.28                         | 18 / 150                       | ▲ 15                           | Oposició                       |
| 2024                           | Tom Van Grieken                | 961.601                        | 13,77 / 100                    | ▲ 1,82                         | 20 / 150                       | ▲ 2                            | Oposició                       |

### Senat
| Any  | Vots    | %    | Escons | +/- |
| ---- | ------- | ---- | ------ | --- |
| 2007 | 787,782 | 11.9 | 5 / 40 | =   |
| 2010 | 491,519 | 7.6  | 3 / 40 | 2   |
| 2014 |         |      | 2 / 60 | 1   |
| 2019 |         |      | 7 / 60 | 5   |
| 2024 |         |      | 8 / 60 | 1   |

### Regional

#### Parlament de Brussel·les
| Any  | Vots  | %         | %     | Escons | Escons D.E.C. | +/- | Govern   |
| Any  | Vots  | D.E.C.    | Total | Escons | Escons D.E.C. | +/- | Govern   |
| ---- | ----- | --------- | ----- | ------ | ------------- | --- | -------- |
| 2009 | 9,072 | 17.5 (#3) |       | 3 / 89 | 3 / 17        | 3   | Oposició |
| 2014 | 3,006 | 5.6 (#6)  |       | 1 / 89 | 1 / 17        | 2   | Oposició |
| 2019 | 5,838 | 8.3 (#5)  |       | 1 / 89 | 1 / 17        | =   | Oposició |
| 2024 | 8,475 | 10.5      |       | 2 / 89 | 2 / 17        | 1   | Oposició |

#### Parlament Flamenc
| Any  | Vots    | %         | Escons   | +/- | Govern   |
| ---- | ------- | --------- | -------- | --- | -------- |
| 2009 | 628,564 | 15.3 (#2) | 21 / 124 | 11  | Oposició |
| 2014 | 232,813 | 6.0 (#6)  | 6 / 124  | 15  | Oposició |
| 2019 | 783,977 | 18.5 (#2) | 23 / 124 | 17  | Oposició |
| 2024 | 992,175 | 22.7 (#2) | 31 / 124 | 8   | Oposició |

### Parlament Europeu
| Any  | Líder               | Vots      | %         | %     | Escons | +/- | Grup |
| Any  | Líder               | Vots      | D.E.C.    | Total | Escons | +/- | Grup |
| ---- | ------------------- | --------- | --------- | ----- | ------ | --- | ---- |
| 2009 | Frank Vanhecke      | 647,170   | 15.9 (#3) | 9.9   | 2 / 22 | 1   | NI   |
| 2014 | Gerolf Annemans     | 284,891   | 6.8 (#6)  | 4.3   | 1 / 21 | 1   | ENF  |
| 2019 | Gerolf Annemans     | 811,169   | 19.1 (#2) | 12.0  | 3 / 21 | 2   | ID   |
| 2024 | Tom Vandendriessche | 1,034,112 | 22.9 (#1) | 12.0  | 3 / 22 | =   | PfE  |